# Johann Georg Hertel (Mediziner)
Johann Georg Hertel (Pseudonyme: Magister Reimlein, Schillero Rescidivo) (* 1. Februar 1801 in Augsburg; † 4. November 1874 ebenda) war ein deutscher Mediziner und Schriftsteller.

## Leben
Als Sohn eines Kunsthändlers aus einer alten Kupferstecherfamilie geboren, studierte Hertel nach dem Besuch des Augsburger Gymnasiums Medizin in Erlangen, Würzburg, Göttingen, Berlin und München. Während seines Studiums in Erlangen wurde er 1818/19 Mitglied der Burschenschaft der Bubenreuther. 1822 wurde er in Erlangen zum Dr. med. promoviert.
Nach seinem Studium arbeitete er als praktischer Arzt und wurde 1872 Medizinalrat in Augsburg. Er arbeitete auch als Kinder- und Armenarzt. In der Cholerazeit machte er sich um das Augsburger Spital verdient. Unter dem Pseudonym Magister Reimlein veröffentlichte er 1829 die Buckeliade, durch die er Bekanntheit erlangte. Als Schillero Rescidivo schrieb er Der politische Jahrmarkt.

## Veröffentlichungen (Auswahl)
- Initia chirurgiaa diagnosticae. Dissertation Universität Erlangen 1822 (Online), 1825. (Online)
- Buckeliade. Epischer Schwank für Erlanger Zeitgenossen aus den Jahren 1820 bis 1823. Erlangen 1829. (Online) Auch: Fata aus Hans Buckels Leben. Erlangen 1832. (Online)
- Der belehrende Hausarzt oder medizinisches Hausbuch für Nichtärzte. 2 Teile, Kempten 1832 (Online), 1834. (Online)
- Unser Erlangen. Reminiscenzen eines Vierzigers. Erlangen 1843. (Online)
- Der politische Jahrmarkt. Ein Fastnachtspiel. Stuttgart 1859. (Online)
- Album für die Zeitgenossen des vereinigten Gymnasiums zu St. Anna in Augsburg: Aus den Jahren 1807 bis 1828. Augsburg 1862. (Online)